# دوري جنوب إفريقيا لكرة القدم 2007–08
دوري جنوب أفريقيا لكرة القدم 2007–08 (بالإنجليزية: 2007–08 Premier Soccer League)‏ هو الموسم 12 من دوري جنوب أفريقيا لكرة القدم ‏. كان عدد الأندية المشاركة فيه 16، وفاز فيه سوبر سبورت يونايتد.